# Юстиция сосудистая
Юсти́ция сосу́дистая, или Юсти́ция адато́да (лат. Justicia adhatoda), или Адато́да сосу́дистая (лат. Adhatoda vasica) — вид рода юстиция (Justicia) семейства акантовых (Acanthaceae).

## Ботаническое описание
Небольшой вечнозелёный кустарник.

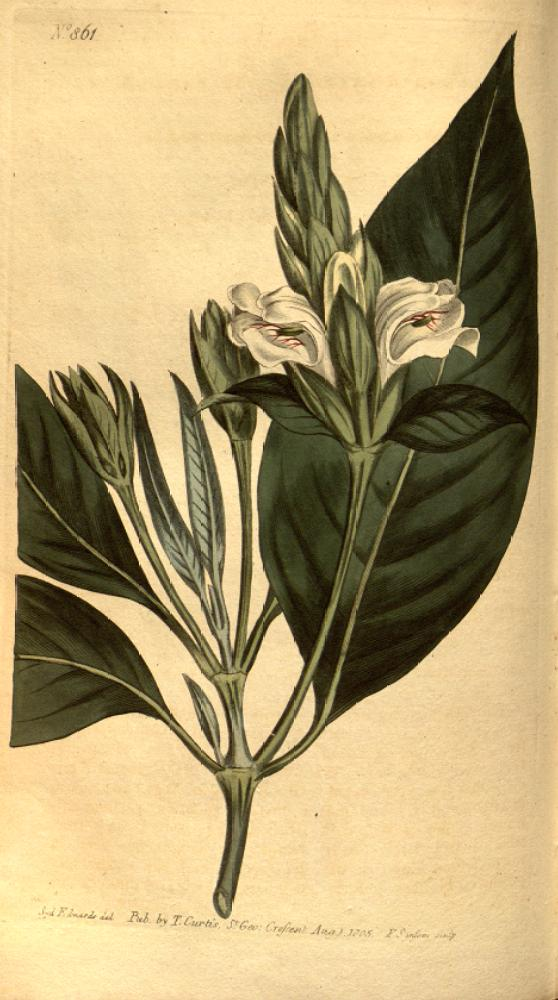
Ботаническая иллюстрация Джона Симса из журнала Curtis's botanical magazine, том 21—22, табл. 861

Листья 10—15 см длиной, около 4 см шириной, супротивные, ланцетные, сужающиеся к вершине и основанию, в сухом виде тускло-коричнево-зелёные, ароматные, горькие на вкус.
Цветки диаметром 1,5 см с высотой венчика до 4,0 см., белые с зелёными прицветниками, собраны в верхушечное соцветие (колос) длиной 6–8 см, сожержащее до 35 цветков.
мелкие, двугубые, пятилепестные.
Плод — небольшая четырёхсемянная коробочка.
Justicia аdhatoda — быстрорастущее растение, за вегетационный период дает большое количество растительной массы.
Продолжительность цветения 35–90 дней. Относится к длиннодневному и нейтральному фотопериодическому типу.
Холодостойкость J. аdhatoda — 6 баллов. Для цветения растения необходимо, чтобы среднесуточная температура воздуха не ниже +15 °С. 
При отсутствии условий для полного цикла развития, в частности, в оранжереях, успешно размножается черенкованием. Продолжительность укоренения черенков составляет от 14—21 суток.

## Распространение
Встречается в Китае, Индии, Пакистане, на Шри-Ланке, во Вьетнаме, Индонезии (Ява), Малайзии. Культивируется в странах тропической Америки.

## Химический состав
Листья содержат большое количество эфирных масел и алкалоидов, производных хиназолина (вазицин, вазицинол, вазицинон, пеганин и другие). Цветки содержат капферол, гликозиды и кверитин.
Содержание алкалоидов и накопление в растении токсичных металлов из окружающей среды зависят от сезонных колебаний в природе.
Вазицин (пеганин), компонент сока листьев юстиции сосудистой, хорошо изучен. Он представляет собой хиназолиновый алкалоид, обладает токсическим действием. Имеет фармакологическое значение.

## Практическое использование
В лекарственных целях используют листья, плоды, корни, кору, сок листьев.
В Азии юстиция сосудистая издавна используется в народной медицине. В лекарственных целях чаще всего применяется экстракт сока листьев растения (его действующее вещество — вазицин). Например, он широко использовался в Индии, им лечили множество заболеваний. 
Растение обладает противовоспалительным, обезболивающим, отхаркивающим, диуретическим, противоастматическим и абортивным свойством, является антисептиком и инсектицидом, проявляет выраженные противоглистные свойства, обладает также успокоительным и противоспазматическим действием.
Препараты растения подавляют рост стафилококка, стрептококка, дифтерийной и туберкулёзной палочки, протозойной и коли-инфекции. Растение имеет отхаркивающий эффект за счёт снижения вязкости мокроты, обладает ветрогонным эффектом, уменьшает тошноту, газовые колики и метеоризм, имеет выраженный гипотензивный эффект, применяется также при лечении ишемической болезни сердца. Юстиция сосудистая действует возбуждающе на работу матки, поэтому считается лёгким абортивным средством, препараты растения не рекомендуется принимать при беременности. Используется при кровотечениях, вызванных язвенной болезнью, геморроем, меноррагией, а также наносится местно при пеорее и кровоточивости дёсен. Растёртые в порошок сухие листья юстиции сосудистой принимают при малярии. Дым сигарет из сухих листьев растения дают вдыхать при заболеваниях дыхательной системы и респираторных заболеваниях.
В России это растение стало известно в связи с появлением сиропов и леденцов от кашля и простуды.
В настоящее время юстиция сосудистая изучается и применяется при лечении бронхита, туберкулёза, астмы и других заболеваний. экстракт из листьев является кандидатом для разработки новых препаратов народной медицины.

## Название
Ботаническое название — Justicia adhatoda (L.) Nees, по имени Джона Юстиса, автора работ по садоводству XVII в. Известно также под названиями Acantaceae Juss., Adhatoda zeylanica, Vasaka (название в индийскоий народной медицине).
На санскрите: васака, васа, арушака, атарушака, вриша, вриша симхамукти, симхапарни. Соцветия этого растения напоминают индийцам облик льва, на санскрите «лев» — «симха».